# قائمة زملاء الجمعية الملكية المنتخبين في 1944
هذه الصفحة تعرض قائمة زملاء الجمعية الملكية المُنتخبين لعام 1944.None

## الزملاء
- William Ogilvy Kermack [الإنجليزية]‏
- رالف باغنولد
- Oscar Werner Tiegs [الإنجليزية]‏
- مايكل بولاني
- Robert Downs Haworth [الإنجليزية]‏
- Guy Frederic Marrian [الإنجليزية]‏
- سابرامانين تشاندراسخار
- Cyril James Stubblefield [الإنجليزية]‏
- سيسيل بيرتش

## الأعضاء الأجانب
- Nils Svedelius [الإنجليزية]‏
- موريس لوجيون